# Kaskade (Wasserfall)
Eine Kaskade (von italienisch cascare „fallen“) ist allgemein ein Wasserfall, im engeren Sinne einer, der über mehrere Stufen fällt. Deutschlands größte Anlage befindet sich im Bergpark Wilhelmshöhe.

## Kaskaden als Brunnen

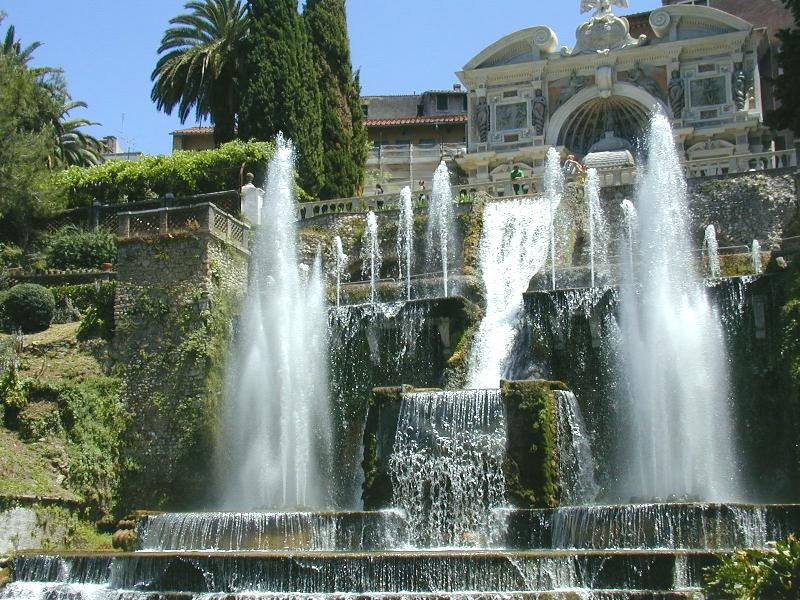
Wasserspiele der Villa d’Este

Als Kaskade wird ein Wasserspiel bezeichnet, eine technische Anlage, bei der Wasser in mehreren gestuften Becken nach unten fällt. Solche Anlagen werden seit der Antike (Villa Adriana), dann wieder seit der Renaissance (in der benachbarten Villa d’Este) in Gärten oder in Parks mit Wasserspielen errichtet. Dafür ist stets eine ausreichende Wasserversorgung und ein genügendes Relief des Schlossgartens (zum Beispiel der Obere und Untere Garten von Schloss Peterhof oder der Bergpark Wilhelmshöhe in Kassel) notwendig. Aber auch in weitgehend flachen Parks, z. B. Versailles, der Schlosspark Nymphenburg und die Schlossanlage Schleißheim, finden sich Kaskaden als Stilelemente. Auch in städtischen Parks wurden Kaskaden erbaut, so etwa im Viktoriapark in Berlin-Kreuzberg.
Als dekoratives Element werden kaskadenartige Becken auch bei Stadtbrunnen eingesetzt.

## Natürliche Kaskadenfälle
Aber auch natürliche Wasserfälle können in Kaskadenform vorkommen, zum Beispiel die Kuhfluchtwasserfälle bei Garmisch-Partenkirchen oder in der Bärenschützklamm im Grazer Bergland. Manchmal werden auch nebeneinander liegende Wasserfälle als Kaskade bezeichnet, etwa der Kaskadenfall im Nationalpark Plitvicer Seen. Die Cascadas de Agua Azul im mexikanischen Bundesstaat Chiapas gehören mit einer Gesamtlänge von 6 km zu den längsten der Welt.

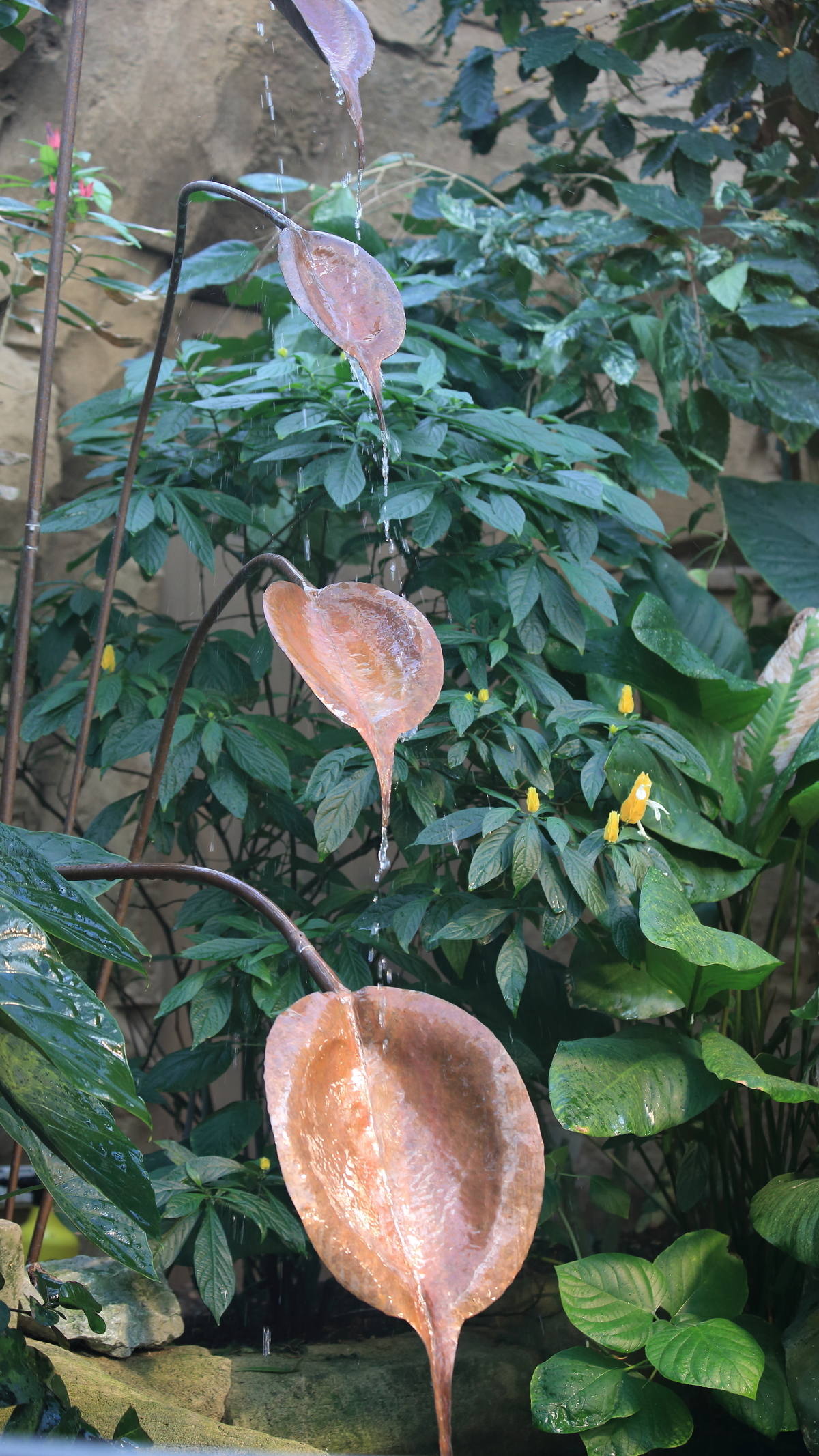
Blattkaskade
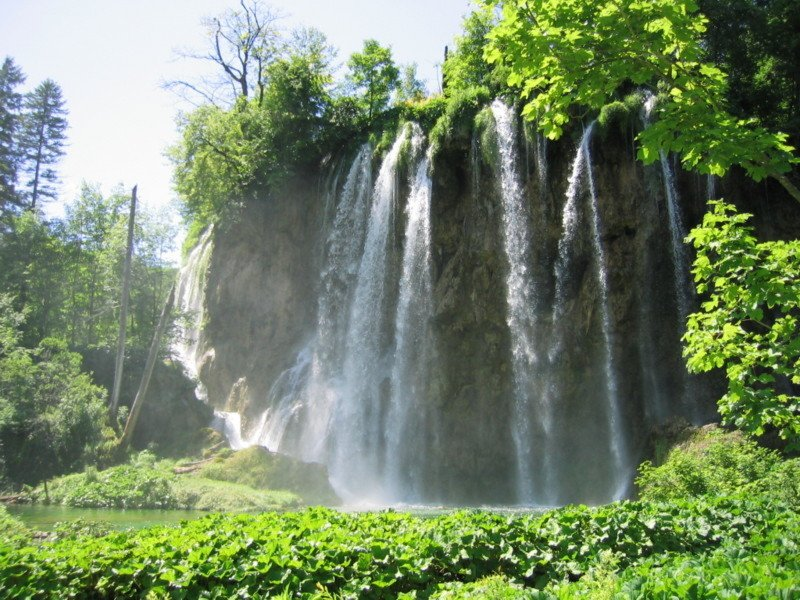
Plitwitzer Seen

## Fischaufstieg
Je feiner ein Wasserfall als Kaskade abgestuft ist, desto eher gelingt Fischen der Aufstieg durch Schwimmen und Springen.